# 48435 Jaspers
48435 Jaspers este un asteroid din centura principală de asteroizi.

## Descriere
48435 Jaspers este un asteroid din centura principală de asteroizi. A fost descoperit pe 23 octombrie 1989 la Tautenburg de Freimut Börngen. Asteroidul prezintă o orbită caracterizată de o semiaxă mare de 2,74 ua, o excentricitate de 0,15 și o înclinație de 9,1° în raport cu ecliptica.